# Johann Ernst Spitzner
Johann Ernst Spitzner (* 27. April 1731 in Oberalbertsdorf; † 31. August 1805 in Trebitz) war ein deutscher evangelisch-lutherischer Theologe, Ökonom und Bienenzüchter.

## Leben
Johann Ernst Spitzner war ein Sohn des Pfarrers und Magisters Balthasar Andreas Spitzner (* 23. Mai 1679 in Blankenhain; † 20. Juli 1755 in Oberalbertsdorf) und seiner zweiten Frau Johanna Sophie (* 5. Juni 1703 in Ruppertsgrün; † 20. Juli 1754 in Oberalbertsdorf), der Tochter des Ruppertsgrüner Pfarrers Johannes Heiffel. Unter 19 Geschwistern, die er alle überlebte, war Johann Ernst das 13. Kind und der 9. Sohn. Den ersten Unterricht erhielt er durch seinen Vater. Mit sieben Jahren besuchte er die Schule in Niederalbertsdorf, wo er eine Vorliebe für die lateinische Sprache entwickelte. Mit 14 Jahren ging Johann Ernst auf die Schule in Ronneburg, an der er seine altsprachlichen Kenntnisse um Griechisch und Hebräisch zu erweitern wusste. Nachdem er für eine Kaufmannslehre abgelehnt worden war, kehrte er an seinen Geburtsort zurück. Dort unterrichtete er Bürgerkinder und trug so zu seinem Lebensunterhalt bei. Der Vater, der die Fähigkeiten seines Sohnes erkannt hatte, schickte ihn sodann auf das Gymnasium in Zwickau, wo er bei seinen Lehrern viel Ansehen erlangte. Seine wirtschaftlichen Verhältnisse verbesserte Johann Ernst in dieser Zeit durch die Unterrichtung jüngerer Schüler.
Zu Ostern 1750 bezog Johann Ernst Spitzner die Universität Jena. Neben seinem Studium der Philosophie und Theologie erteilte er Privatunterricht und schrieb verschiedene Arbeiten ab. Sein Vater ermunterte ihn, am 16. März 1753 an die Universität Leipzig zu gehen, und unterstützte ihn dabei auch finanziell. Jedoch reichten diese Unterstützungen nicht lange, so dass er sich „wegen Armuth genöthiget sah, die Universität zu verlassen“ und Pfingsten 1754 zunächst eine Stelle als Hauslehrer in Bitterfeld anzunehmen. Nach „mehrjährigem Candidaten- und Hauslehrerleben“ suchte er eine erneute Anstellung und wurde am 24. Mai 1761 Pfarrer in Lauterbach bei Zwickau, wobei ihm die zufällig gemachte Bekanntschaft der Kammerherrin und Lauterbacher Kollatorin von Schönberg behilflich war.
Zuvor erwarb Spitzner am 29. April 1761 an der Universität Wittenberg den akademischen Grad eines Magisters der Philosophie. Durch Unterstützung aus Lauterbach wurde er als Pfarrer nach Trebitz vermittelt, wozu er zunächst am 1. August 1762 in Wittenberg sein theologisches Examen ablegte. Durch die Wirren der Zeit verzögert, konnte er sein neues Amt erst im Januar 1763 antreten. Doch schon im November des gleichen Jahres wurde er von einer unheilbar scheinenden Krankheit heimgesucht, die ihn zunächst 15 Wochen an das Bett fesselte und noch fast zwei Jahre leiden ließ. Nach einer Kur in Karlsbad kehrte er jedoch fast vollständig genesen zurück.
Von nun an beschäftigte er sich intensiv mit der Bienenzucht und anderen ökonomischen Angelegenheiten. In zunehmendem Alter, im Jahre 1797, wurde sein zweiter Sohn Ernst Traugott (1771–1818) sein Substitut, der nach dem Tod des Vaters auch dessen Amtsnachfolger als Trebitzer Pfarrer wurde. 1801 erlitt Johann Ernst Spitzner einen Herzanfall, der seinen Körper teilweise lähmte. Er veröffentlichte jedoch noch einige Beiträge zu seinem Hauptthema, den Bienen, und verstarb schließlich 1805 an den Folgen seiner körperlichen Schwäche. Bereits vor 1791 war Johann Ernst Spitzner Ehrenmitglied der königlich-preußischen Potsdamischen und Churfürstlich-Sächsischen ökonomischen Gesellschaft und schon vor 1805 Mitglied und Veteran der 1. oberlausitzischen Bienengesellschaft.

## Wirken
Spitzner gilt als „namhafter Bienenzüchter“ seiner Zeit und hat ab 1770 eine größere Zahl von Aufsätzen über Bienen, Hornissen, Maikäfer und Wespen u. a. im Wittenberger Wochenblatt sowie in den Oekonomischen Heften verfasst. Die Imkerei in Deutschland „hat ihm ihren Aufschwung und ihre bessere Pflege ganz wesentlich zu verdanken“. Die Grundsätze seiner Bienenpflege ergeben sich insbesondere aus seinen 1775/76 erschienenen Schriften Practische Anweisung zur natürlichen und glücklichen Bienenzucht in Körben nebst Bestimmung des wahren Werths der Kunst Ableger zu machen und Ausführlicher Unterricht, vorliegende Bienenschwärmer zur rechten Zeit ohne den geringsten Nachtheil der alten abzutreiben.
Bei seinen anerkannten Verdiensten war Spitzner aber auch nicht frei von Einseitigkeit und oft blind gegen die Erfahrungen anderer, weil sie mit seinem für ihn feststehenden System im Widerspruch standen. Unter den Gegnern der Magazinbienenpflege führte er das große Wort, und er verwickelte sich dabei in bittere Streitigkeiten, wobei die Wahrheit wenig gewann. Der Bienenzüchter Spitzner ist daher als „wohl der beste Practiker des 18. Jahrhunderts“ bezeichnet worden; zum Theoretiker jedoch „gebrach es ihm an Freiheit des Geistes“. Auch als Schriftsteller auf landwirtschaftlichem Gebiete war Johann Ernst Spitzner tätig. So äußerte er sich u. a. über die Zucht von Hyazinthen. Ferner befasste er sich mit der unter der Landbevölkerung zu beobachtenden Praxis des Kaufs von Blattern.
Als Ortsgeistlicher zeichnete sich der gerne als „Bienenpfarrer“ bezeichnete Spitzner „durch eine rechtschaffene Verwaltung seines Amtes“ aus, ferner „durch nicht gemeine Kenntnisse, […], und durch thätigen Eifer, zum Unterricht der Jugend so viel als möglich beyzutragen“. Für seine Kirchengemeinde in Trebitz veranlasste er 1780 den Einbau einer neuen Turmuhr; in Schnellin ließ er 1784/85 eine Schule errichten.

## Familie
Spitzner verheiratete sich am 19. Juli 1763 in Düben mit Charlotte Sophie (* 27. Juli 1744 in Düben, † 7. November 1805 in Trebitz), der einzigen Tochter des Dübener Oberpfarrers Magister Johann Martin Auenmüller (* 28. Juli 1701 in Löbau; † 11. Februar 1764 in Düben) und dessen Frau Eleonore Christiane geb. Koppe (* 2. Mai 1720 in Jüdenberg, † 9. Mai 1753 in Düben), Tochter des Jüdenberger Pfarrers. Aus dieser Ehe sind vier Söhne und sechs Töchter hervorgegangen:
1. Christina Sophie Spitzner, * 2. Juni 1764 in Trebitz, † 9. August 1825 in Prettin, verheiratet am 25. November 1788 in Trebitz mit Magister Johann Friedrich Volbeding, 1788 Schlossprediger und Prediger am Soldatenknabenerziehungsinstitut in Annaburg, ab 1797 Oberpfarrer in Prettin, * 12. September 1760 in Barby, † 2. Oktober 1813 in Prettin
2. Ernst August Spitzner, * 29. Oktober 1766 in Trebitz, † 8. Dezember 1840 in Crossen, Magister, ab 1802 Pfarrer in Crossen, verheiratet am 30. Mai 1813 in Blankenhain mit Christiane Friederike Jokisch, der zweiten Tochter von Johann Friedrich Jokisch, Kaufmann in Reichenbach
3. Friederike Wilhelmine Spitzner, * 17. Dezember 1769 in Trebitz, auswärts verstorben
4. Ernst Traugott Spitzner, * 12. September 1771 in Trebitz, † 29. August 1818 in Trebitz, Magister in Wittenberg, dort 1796 ordiniert, von 1797 bis 1805 Substitut seines erkrankten Vaters und von 1805 bis 1818 Pfarrer in Trebitz, Bienenzüchter, unverheiratet
5. Louise Caroline Spitzner, * 15. Dezember 1773 in Trebitz, † 6. August 1776 in Trebitz, nach anderer Darstellung unbekannten Orts † 1819
6. Rahel Sophie Spitzner, * 7. Oktober 1775 in Trebitz, verheiratet am 7. Mai 1809 in Elster mit Friedrich August Rockland, Häusler, Seilermeister und königlich-preußischer Holzaufseher in Elster, * 6. Januar 1765 in Elster, † 29. Januar 1833 in Elster, in erster Ehe verheiratet gewesen mit Elisabeth Friedrich
7. Ernst Karl Spitzner, * 10. November 1777 in Trebitz, Weiteres nicht bekannt
8. Charlotta Friederike Spitzner, * 29. Dezember 1779 in Trebitz, † 14. Juli 1813 in Bautzen, verheiratet am 18. Oktober 1812 in Trebitz mit Christian Gottlieb Rudolph, Ratsziegelscheunenpächter in Bautzen
9. Christiane Caroline Spitzner, * 24. Januar 1782 in Trebitz, † nach 1846, verheiratet 1823 mit Johann Christian Schönherr, Pfarrer in Podelwitz, * 1762 in Lauterbach, † 1845 in Stollberg, 1846 Stifterin einer Freistelle im Konvikt der Universität Leipzig
10. Franz Spitzner, Dr. phil., Altphilologe und Rektor des Gymnasiums in Wittenberg, verheiratet am 26. November 1815 in Stößen mit Johanna Wilhelmine Gräffe, * 31. Mai 1789, † 17. Januar 1850 in Plauen.

## Werkauswahl
- Deutlicher Unterricht, wie man in Sachsen die zahmen Bienen in die Heyde oder Wald zur Mastung führen soll. (Titel im Inhaltsverzeichnis: Nützlicher Nachtrag und Unterricht, wie man in Sachsen die zahmen oder Gartenbienen in Körben in die nächsten Wälder und Heyden im Herbste zur Mastung führen kann). In: Adam Gottlob Schirach: Wald-Bienenzucht, Nach ihren großen Vortheilen, leichten Anlegung und Abwartung, Mit Kupfern herausgegeben und mit einer Vorrede, nebst des Herrn Verfassers Lebensbeschreibung begleitet von Johann George Vogel. Wilhelm Gottlieb Korn, Breslau 1774, S. 213 ff. (books.google.de), abgerufen am 3. August 2011
- Practische Anweisung zur natürlichen und glücklichen Bienenzucht in Körben nebst Bestimmung des wahren Werths der Kunst Ableger zu machen. Adam Friedrich Böhme, Leipzig 1775
- Ausführlicher Unterricht, vorliegende Bienenschwärmer zur rechten Zeit ohne den geringsten Nachtheil der alten zur rechten Zeit und auf eine leichte Art abzutreiben. Adam Friedrich Böhme, Leipzig 1777
- Abhandlung von Bienen für alle Landesgegenden. Johann David Schöps, Zittau 1788
- Ausführliche Beschreibung der Korbbienenzucht im sächsischen Churkreise, ihrer Dauer und ihres Nutzens, ohne künstliche Vermehrung nach den Grundsätzen der Naturgeschichte und nach eigner langer Erfahrung. Mit Kupfern. Johann Friedrich Junius, Leipzig 1788 (books.google.de), abgerufen am 3. August 2011; zweite, ganz umgearbeitete, verbesserte und mit einem Kupfer vermehrte Ausgabe: Ausführliche theoretische und praktische Beschreibung der Korbbienenzucht, ihrer Dauer und ihres Nutzen ohne Künsteley nach ausgemachten Gründen der Naturlehre und langer eigener Erfahrung. Johann Conrad Hinrichs, Leipzig 1810; dritte verbesserte Auflage. Mit 3 Kupfern: M. Johann Ernst Spitzner’s (...) ausführliche theoretische und praktische Beschreibung der Korbbienenzucht, nach ausgemachten Gründen der Naturlehre und langer eigener Erfahrung. Herausgegeben von Friedrich Pohl. Johann Conrad Hinrichs, Leipzig 1823 (books.google.de), abgerufen am 3. August 2011
- Die Landwirthschaft in Gemeinheiten nach ihren unleugbaren Vortheilen, Mängeln und möglichen Verbesserungen theils im Allgemeinen, theils nach der Einrichtung im Sächsischen Churkreise. Johann Friedrich Junius, Leipzig 1791 (books.google.de), abgerufen am 3. August 2011
- Die Zurücksetzung der schädlichen späten Frühjahrshuthung auf den Wiesen in die alten der Natur und Rechten gemäßen Gränzen, welche durch die Einführung des neuen Kalenders um zehn Tage sind verlängert worden, als das einzige, leichte, allgemeine und sichere Mittel, dem drückenden Futtermangel bey der Landwirthschaft allenthalben abhzuhelfen. Johann Friedrich Junius, Leipzig 1791 (digital.slub-dresden.de), abgerufen am 10. März 2012
- Bemerkungen an Bienen in einem großen Beobachtungsstock mit Glasfenstern. In: Johann Riem (Hg.), Neue Sammlung vermischter ökonomischer Schriften. Vierter Theil, mit Kupfern. Walthersche Hofbuchhandlung, Dresden 1793, S. 120 ff. (books.google.de), abgerufen am 17. Februar 2012
- Zuruf an patriotischgesinnte Freunde der Naturgeschichte und der Bienen. In: Oekonomische Hefte oder Sammlung von Nachrichten, Erfahrungen und Beobachtungen für den Land- und Stadtwirth. Voß und Compagnie, Bd. 4, Leipzig 1795, S. 447 ff. (books.google.de), abgerufen am 8. Februar 2011
- Kritische Geschichte der Meinungen von dem Geschlechte der Bienen, von der Begattung und Befruchtung der Königin, der Erzeugung der verschiedenen Arten und andern Merkwürdigkeiten in der Bienenrepublik. Erster Theil. Mit Kupfern. Johann Gottlob Feind, Leipzig 1795 (books.google.de), abgerufen am 3. August 2011; zweyter Theil, Leipzig 1795 (books.google.de), abgerufen am 3. August 2011
- Neue physikalische Entdeckung an den Bienen, die Begattung betreffend. In: Oekonomische Hefte, oder Sammlung von Nachrichten, Erfahrungen und Beobachtungen für den Stadt- und Landwirth. Voß und Compagnie, Bd. 6, Leipzig, Januar 1796, S. 1 ff. (books.google.de), abgerufen am 10. März 2012
- Bemerkungen über Hrn. Hatzels Meinung vom Brand im Weizen. In: Oekonomische Hefte, oder Sammlung von Nachrichten, Erfahrungen und Beobachtungen für den Stadt- und Landwirth. Expedition des Allgemeinen litterarischen Anzeigers, Bd. 12, Leipzig, Mai 1799, S. 387 ff. (books.google.de), abgerufen am 22. April 2012
- Beschreibung der Oekonomie der Hornissen, in Vergleichung mit den Bienen. In: Oekonomische Hefte, oder Sammlung von Nachrichten, Erfahrungen und Beobachtungen für den Stadt- und Landwirth. Expedition des Allgemeinen litterarischen Anzeigers bei Koch & Weigel, Bd. 13, Leipzig, September 1799, S. 193 ff. (books.google.de), abgerufen am 3. August 2011
- Unter welchen Umständen das Tödten der Bienen im Herbste der Bienenzucht überhaupt mehr beförderlich als hinderlich ist. In: Oekonomische Hefte, oder Sammlung von Nachrichten, Erfahrungen und Beobachtungen für den Stadt- und Landwirth. Roch und Compagnie, Bd. 14, Leipzig, Mai 1800, S. 385 ff. (books.google.de), abgerufen am 10. März 2012
- Immerwährender Bienenkalender in kurzgefassten und aus langer Erfahrung bewährten Regeln, oder Geschäfte eines Bienenvaters zur glücklichen Behandlung der Bienen auf alle Monate im Jahre. Leipzig 1805; neue Ausgabe. Johann Conrad Hinrichs, Leipzig 1810 (books.google.de), abgerufen am 3. August 2011